# Torneo Godó 1980
Il Torneo Godó 1980 è stato un torneo di tennis giocato sulla terra rossa. È stata la 28ª edizione del Torneo Godó,
che fa parte del Volvo Grand Prix 1980. Si è giocato al Real Club de Tenis Barcelona di Barcellona in Spagna, dal 6 al 12 ottobre 1980.

## Campioni

### Singolare
Ivan Lendl ha battuto in finale  Guillermo Vilas con il punteggio di 6–4, 5–7, 6–4, 4–6, 6–1

### Doppio
Steve Denton /  Ivan Lendl hanno battuto in finale  Pavel Složil /  Balázs Taróczy con il punteggio di 6–2, 6–7, 6–3